# Bernard Nikaj
Bernard Nikaj (ur. 9 grudnia 1978 w Djakowicy) – kosowski ekonomista, pełnił funkcję ministra Handlu i Przemysłu Kosowa i ambasadora Republiki Kosowa w Brukseli, doktor nauk ekonomicznych.

## Życiorys
Był zaangażowany w działalność organizacji humanitarnych na terenie Kosowa, następnie pracował w latach 2001-2002 jako specjalista ds. Informacji i Komunikacji Europejskiej Agencji Odbudowy.
Od 2002 roku pracuje w kosowskim rządzie; początkowo był zaangażowany w reformę służby zdrowia w Kosowie, następnie w latach 2004-2011 był doradcą finansowym, a w latach 2011-2013 był głównym doradcą politycznym. W 2006 roku ukończył studia ekonomiczne na Uniwersytecie w Prisztinie, a dwa lata później uzyskał tytuł doktora nauk ekonomicznych od London School of Economics.
W latach 2009–2016 wykładał zarządzanie i przedsiębiorczość na Uniwersytecie w Prisztinie. W 2010 uzyskał doktorat w dziedzinie zarządzania i analizy politycznej od Uniwersytetu w Maastricht.
Pełnił funkcję wiceministra (2013), a następnie ministra handlu i przemysłu w latach 2013-2014.
W 2016 roku był ambasadowem Republiki Kosowa w Brukseli.

## Życie prywatny
Ma żonę oraz dwoje dzieci.